# Tarja Turunen/Diskografie
Diese Diskografie ist eine Übersicht über die musikalischen Werke der finnischen Metalsängerin und Sopranistin Tarja Turunen und ihres Pseudonyms Susanna Asspera. Den Schallplattenauszeichnungen zufolge hat sie bisher mehr als 190.000 Tonträger verkauft. Ihre erfolgreichste Veröffentlichung ist das zweite Studioalbum My Winter Storm mit über 130.000 verkauften Einheiten.

## Alben

### Studioalben
| Jahr | Titel Musiklabel                                                                | Höchstplatzierung, Gesamtwochen, AuszeichnungChartplatzierungen (Jahr, Titel, Musiklabel, Platzierungen, Wochen, Auszeichnungen, Anmerkungen) | Höchstplatzierung, Gesamtwochen, AuszeichnungChartplatzierungen (Jahr, Titel, Musiklabel, Platzierungen, Wochen, Auszeichnungen, Anmerkungen) | Höchstplatzierung, Gesamtwochen, AuszeichnungChartplatzierungen (Jahr, Titel, Musiklabel, Platzierungen, Wochen, Auszeichnungen, Anmerkungen) | Höchstplatzierung, Gesamtwochen, AuszeichnungChartplatzierungen (Jahr, Titel, Musiklabel, Platzierungen, Wochen, Auszeichnungen, Anmerkungen) | Höchstplatzierung, Gesamtwochen, AuszeichnungChartplatzierungen (Jahr, Titel, Musiklabel, Platzierungen, Wochen, Auszeichnungen, Anmerkungen) | Anmerkungen                                                 |
| Jahr | Titel Musiklabel                                                                | DE | AT | CH | UK | FI | Anmerkungen                                                 |
| ---- | ------------------------------------------------------------------------------- | --- | --- | --- | --- | --- | ----------------------------------------------------------- |
| 2006 | Henkäys ikuisuudesta auch bekannt als: Breath from Heaven Passion Records (UMG) | — | — | — | — | FI2 Platin · (9 Wo.)FI | Erstveröffentlichung: 10. Oktober 2006 Verkäufe: + 50.293   |
| 2007 | My Winter Storm Vertigo Records (UMG)                                           | DE3 Gold · (9 Wo.)DE | AT11 (4 Wo.)AT | CH15 (9 Wo.)CH | — | FI1 Gold · (9 Wo.)FI | Erstveröffentlichung: 14. November 2007 Verkäufe: + 138.903 |
| 2010 | What Lies Beneath Vertigo Records (UMG)                                         | DE4 (9 Wo.)DE | AT12 (6 Wo.)AT | CH11 (4 Wo.)CH | — | FI7 (7 Wo.)FI | Erstveröffentlichung: 1. September 2010                     |
| 2013 | Colours in the Dark Edel Music (Edel)                                           | DE6 (4 Wo.)DE | AT14 (2 Wo.)AT | CH20 (3 Wo.)CH | — | FI5 (6 Wo.)FI | Erstveröffentlichung: 30. August 2013                       |
| 2016 | The Shadow Self Edel Music (Edel)                                               | DE7 (4 Wo.)DE | AT19 (2 Wo.)AT | CH11 (3 Wo.)CH | — | FI13 (2 Wo.)FI | Erstveröffentlichung: 5. August 2016                        |
| 2019 | In the Raw Edel Music (Edel)                                                    | DE15 (2 Wo.)DE | AT30 (2 Wo.)AT | CH12 (3 Wo.)CH | — | FI28 (1 Wo.)FI | Erstveröffentlichung: 30. August 2019                       |

### Gemeinschaftsalben
| Jahr | Titel Musiklabel                           | Anmerkungen                                                            |
| ---- | ------------------------------------------ | ---------------------------------------------------------------------- |
| 1996 | Romeo ja Julia Savonlinnan Taidelukio (ST) | Erstveröffentlichung: 1996 als Teil von Savonlinnan Taidelukio         |
| 2023 | Outlanders EarMusic (Edel)                 | Erstveröffentlichung: 23. Juni 2023 mit Torsten Stenzel als Outlanders |

### Livealben
| Jahr | Titel Musiklabel                                                              | Höchstplatzierung, Gesamtwochen, AuszeichnungChartplatzierungen (Jahr, Titel, Musiklabel, Platzierungen, Wochen, Auszeichnungen, Anmerkungen) | Höchstplatzierung, Gesamtwochen, AuszeichnungChartplatzierungen (Jahr, Titel, Musiklabel, Platzierungen, Wochen, Auszeichnungen, Anmerkungen) | Höchstplatzierung, Gesamtwochen, AuszeichnungChartplatzierungen (Jahr, Titel, Musiklabel, Platzierungen, Wochen, Auszeichnungen, Anmerkungen) | Höchstplatzierung, Gesamtwochen, AuszeichnungChartplatzierungen (Jahr, Titel, Musiklabel, Platzierungen, Wochen, Auszeichnungen, Anmerkungen) | Höchstplatzierung, Gesamtwochen, AuszeichnungChartplatzierungen (Jahr, Titel, Musiklabel, Platzierungen, Wochen, Auszeichnungen, Anmerkungen) | Anmerkungen                                                                                 |
| Jahr | Titel Musiklabel                                                              | DE | AT | CH | UK | FI | Anmerkungen                                                                                 |
| ---- | ----------------------------------------------------------------------------- | --- | --- | --- | --- | --- | ------------------------------------------------------------------------------------------- |
| 2005 | Noche Escandinava II NEMS Enterprises (NEMS)                                  | — | — | — | — | — | Erstveröffentlichung: 24. April 2005 mit Izumi Kawakatsu, Juha Koskela & Marjut Paavilainen |
| 2009 | Maailman kauneimmat joululaulut NEMS Enterprises (NEMS)                       | — | — | — | — | — | Erstveröffentlichung: 18. November 2009                                                     |
| 2011 | In Concert – Live at Sibelius Hall Edel Music (Edel)                          | — | — | — | — | FI37 (4 Wo.)FI | Erstveröffentlichung: 25. November 2011                                                     |
| 2012 | Act I Edel Music (Edel)                                                       | DE5 (4 Wo.)DE | AT36 (1 Wo.)AT | CH48 (1 Wo.)CH | — | FI12 (3 Wo.)FI | Erstveröffentlichung: 24. August 2012                                                       |
| 2014 | Beauty & the Beat Edel Music (Edel)                                           | DE67 (1 Wo.)DE | AT*AT | CH*CH | — | — | Erstveröffentlichung: 30. Mai 2014 mit Mike Terrana; * siehe Videoalbum                     |
| 2015 | Luna Park Ride Edel Music (Edel)                                              | DE55 (1 Wo.)DE | AT*AT | CH*CH | — | — | Erstveröffentlichung: 29. Mai 2015 * siehe Videoalbum                                       |
| 2018 | Act II Edel Music (Edel)                                                      | DE17 (2 Wo.)DE | AT*AT | CH17 (2 Wo.)CH | — | — | Erstveröffentlichung: 27. Juli 2018 * siehe Videoalbum                                      |
| 2020 | Christmas Together: Live at Olomouc and Hradec Králové 2019 Edel Music (Edel) | — | — | — | — | — | Erstveröffentlichung: 6. November 2020                                                      |
| 2023 | Rocking Heels: Live at Metal Church Edel Music (Edel)                         | DE86 (1 Wo.)DE | — | — | — | — | Erstveröffentlichung: 11. August 2023                                                       |
| 2024 | Rocking Heels: Live at Hellfest EarMusic (Edel)                               | — | — | — | — | — | Erstveröffentlichung: 6. Dezember 2024                                                      |
| 2025 | Circus Life EarMusic (Edel)                                                   | — | — | — | — | — | Erstveröffentlichung: 16. Mai 2025                                                          |

### Kompilationen
| Jahr | Titel Musiklabel                             | Höchstplatzierung, Gesamtwochen, AuszeichnungChartplatzierungen (Jahr, Titel, Musiklabel, Platzierungen, Wochen, Auszeichnungen, Anmerkungen) | Höchstplatzierung, Gesamtwochen, AuszeichnungChartplatzierungen (Jahr, Titel, Musiklabel, Platzierungen, Wochen, Auszeichnungen, Anmerkungen) | Höchstplatzierung, Gesamtwochen, AuszeichnungChartplatzierungen (Jahr, Titel, Musiklabel, Platzierungen, Wochen, Auszeichnungen, Anmerkungen) | Höchstplatzierung, Gesamtwochen, AuszeichnungChartplatzierungen (Jahr, Titel, Musiklabel, Platzierungen, Wochen, Auszeichnungen, Anmerkungen) | Höchstplatzierung, Gesamtwochen, AuszeichnungChartplatzierungen (Jahr, Titel, Musiklabel, Platzierungen, Wochen, Auszeichnungen, Anmerkungen) | Anmerkungen                            |
| Jahr | Titel Musiklabel                             | DE | AT | CH | UK | FI | Anmerkungen                            |
| ---- | -------------------------------------------- | --- | --- | --- | --- | --- | -------------------------------------- |
| 2022 | Best of – Living the Dream Edel Music (Edel) | DE41 (1 Wo.)DE | — | — | — | — | Erstveröffentlichung: 2. Dezember 2022 |

### EPs
| Jahr | Titel Musiklabel                     | Höchstplatzierung, Gesamtwochen, AuszeichnungChartplatzierungen (Jahr, Titel, Musiklabel, Platzierungen, Wochen, Auszeichnungen, Anmerkungen) | Höchstplatzierung, Gesamtwochen, AuszeichnungChartplatzierungen (Jahr, Titel, Musiklabel, Platzierungen, Wochen, Auszeichnungen, Anmerkungen) | Höchstplatzierung, Gesamtwochen, AuszeichnungChartplatzierungen (Jahr, Titel, Musiklabel, Platzierungen, Wochen, Auszeichnungen, Anmerkungen) | Höchstplatzierung, Gesamtwochen, AuszeichnungChartplatzierungen (Jahr, Titel, Musiklabel, Platzierungen, Wochen, Auszeichnungen, Anmerkungen) | Höchstplatzierung, Gesamtwochen, AuszeichnungChartplatzierungen (Jahr, Titel, Musiklabel, Platzierungen, Wochen, Auszeichnungen, Anmerkungen) | Anmerkungen                              |
| Jahr | Titel Musiklabel                     | DE | AT | CH | UK | FI | Anmerkungen                              |
| ---- | ------------------------------------ | --- | --- | --- | --- | --- | ---------------------------------------- |
| 2008 | The Seer Vertigo Records (UMG)       | — | — | — | — | — | Erstveröffentlichung: 1. Dezember 2008   |
| 2014 | Left in the Dark Edel Music (Edel)   | — | — | — | — | — | Erstveröffentlichung: 4. Juli 2014       |
| 2016 | The Brightest Void Edel Music (Edel) | DE41 (1 Wo.)DE | AT55 (1 Wo.)AT | CH35 (1 Wo.)CH | — | FI25 (1 Wo.)FI | Erstveröffentlichung: 3. Juni 2016       |
| 2017 | An Empty Dream Edel Music (Edel)     | — | — | — | — | — | Erstveröffentlichung: 22. September 2017 |
| 2020 | Extra Raw Edel Music (Edel)          | — | — | — | — | — | Erstveröffentlichung: 8. Mai 2020        |

### Weihnachtsalben
| Jahr | Titel Musiklabel                          | Höchstplatzierung, Gesamtwochen, AuszeichnungChartplatzierungen (Jahr, Titel, Musiklabel, Platzierungen, Wochen, Auszeichnungen, Anmerkungen) | Höchstplatzierung, Gesamtwochen, AuszeichnungChartplatzierungen (Jahr, Titel, Musiklabel, Platzierungen, Wochen, Auszeichnungen, Anmerkungen) | Höchstplatzierung, Gesamtwochen, AuszeichnungChartplatzierungen (Jahr, Titel, Musiklabel, Platzierungen, Wochen, Auszeichnungen, Anmerkungen) | Höchstplatzierung, Gesamtwochen, AuszeichnungChartplatzierungen (Jahr, Titel, Musiklabel, Platzierungen, Wochen, Auszeichnungen, Anmerkungen) | Höchstplatzierung, Gesamtwochen, AuszeichnungChartplatzierungen (Jahr, Titel, Musiklabel, Platzierungen, Wochen, Auszeichnungen, Anmerkungen) | Anmerkungen                              |
| Jahr | Titel Musiklabel                          | DE | AT | CH | UK | FI | Anmerkungen                              |
| ---- | ----------------------------------------- | --- | --- | --- | --- | --- | ---------------------------------------- |
| 2015 | Ave Maria en plein air Edel Music (Edel)  | — | — | — | — | FI31 (1 Wo.)FI | Erstveröffentlichung: 11. September 2015 |
| 2017 | From Spirits and Ghosts Edel Music (Edel) | DE40 (1 Wo.)DE | AT50 (1 Wo.)AT | CH68 (1 Wo.)CH | — | FI32 (1 Wo.)FI | Erstveröffentlichung: 17. November 2017  |
| 2023 | Dark Christmas Edel Music (Edel)          | DE39 (1 Wo.)DE | AT59 (1 Wo.)AT | — | — | — | Erstveröffentlichung: 10. November 2023  |

## Singles

### Als Leadmusikerin
| Jahr | Titel Album                                                                                               | Höchstplatzierung, Gesamtwochen, AuszeichnungChartplatzierungen (Jahr, Titel, Album, Platzierungen, Wochen, Auszeichnungen, Anmerkungen) | Höchstplatzierung, Gesamtwochen, AuszeichnungChartplatzierungen (Jahr, Titel, Album, Platzierungen, Wochen, Auszeichnungen, Anmerkungen) | Höchstplatzierung, Gesamtwochen, AuszeichnungChartplatzierungen (Jahr, Titel, Album, Platzierungen, Wochen, Auszeichnungen, Anmerkungen) | Höchstplatzierung, Gesamtwochen, AuszeichnungChartplatzierungen (Jahr, Titel, Album, Platzierungen, Wochen, Auszeichnungen, Anmerkungen) | Höchstplatzierung, Gesamtwochen, AuszeichnungChartplatzierungen (Jahr, Titel, Album, Platzierungen, Wochen, Auszeichnungen, Anmerkungen) | Anmerkungen                                                                                          |
| Jahr | Titel Album                                                                                               | DE | AT | CH | UK | FI | Anmerkungen                                                                                          |
| ---- | --- | --- | --- | --- | --- | --- | --- |
| 2004 | Yhden enkelin unelma auch bekannt als: One Angel’s Dream –                                                | — | — | — | — | FI1 Gold · (10 Wo.)FI | Erstveröffentlichung: 1. Dezember 2004 Verkäufe: + 7.382                                             |
| 2006 | You Would Have Loved This Henkäys ikuisuudesta                                                            | — | — | — | — | FI5 (2 Wo.)FI | Erstveröffentlichung: 25. Oktober 2006                                                               |
| 2007 | I Walk Alone My Winter Storm                                                                              | DE16 (9 Wo.)DE | AT37 (5 Wo.)AT | CH49 (3 Wo.)CH | — | FI6 (4 Wo.)FI | Erstveröffentlichung: 25. Oktober 2007 Liveversion: 9. Mai 2025                                      |
| 2008 | Die Alive My Winter Storm                                                                                 | DE76 (2 Wo.)DE | — | — | — | — | Erstveröffentlichung: 7. März 2008                                                                   |
| 2009 | Enough / Wisdom of Wind My Winter Storm (Limited Edition)                                                 | — | — | — | — | — | Erstveröffentlichung: 9. März 2009                                                                   |
| 2010 | Falling Awake What Lies Beneath                                                                           | — | — | — | — | — | Erstveröffentlichung: 19. Juli 2010                                                                  |
| 2010 | I Feel Immortal What Lies Beneath                                                                         | DE55 (2 Wo.)DE | — | — | — | — | Erstveröffentlichung: 27. August 2010                                                                |
| 2010 | Until My Last Breath What Lies Beneath                                                                    | — | — | — | — | — | Erstveröffentlichung: 30. August 2010                                                                |
| 2011 | Underneath What Lies Beneath                                                                              | — | — | — | — | — | Erstveröffentlichung: 15. April 2011                                                                 |
| 2011 | Walking in the Air (Live) In Concert – Live at Sibelius Hall                                              | — | — | — | — | — | Erstveröffentlichung: 11. November 2011                                                              |
| 2012 | Into the Sun (Live) Act I                                                                                 | — | — | — | — | — | Erstveröffentlichung: 13. Juli 2012                                                                  |
| 2013 | Never Enough Colours in the Dark                                                                          | — | — | — | — | — | Erstveröffentlichung: 31. Mai 2013                                                                   |
| 2013 | Victim of Ritual Colours in the Dark                                                                      | — | — | — | — | — | Erstveröffentlichung: 12. Juli 2013                                                                  |
| 2013 | 500 Letters Colours in the Dark                                                                           | — | — | — | — | — | Erstveröffentlichung: 1. November 2013                                                               |
| 2016 | Demons in You The Shadow Self                                                                             | — | — | — | — | — | Erstveröffentlichung: 11. November 2016 feat. Alissa White-Gluz                                      |
| 2017 | O Come, O Come, Emmanuel From Spirits and Ghosts                                                          | — | — | — | — | — | Erstveröffentlichung: 6. Oktober 2017 Original: Traditional – Veni, veni, Emmanuel                   |
| 2018 | Love to Hate (Live) Act II                                                                                | — | — | — | — | — | Erstveröffentlichung: 1. Juni 2018                                                                   |
| 2018 | Undertaker (Live) Act II                                                                                  | — | — | — | — | — | Erstveröffentlichung: 22. Juni 2018                                                                  |
| 2019 | Railroads In the Raw                                                                                      | — | — | — | — | — | Erstveröffentlichung: 21. Juni 2019                                                                  |
| 2019 | Tears in Rain In the Raw                                                                                  | — | — | — | — | — | Erstveröffentlichung: 9. August 2019                                                                 |
| 2019 | You and I In the Raw                                                                                      | — | — | — | — | — | Erstveröffentlichung: 13. Dezember 2019                                                              |
| 2020 | Together (Live) Christmas Together: Live at Olomouc and Hradec Králové 2019                               | — | — | — | — | — | Erstveröffentlichung: 30. Oktober 2020                                                               |
| 2020 | Have Yourself a Merry Little Christmas (Live) Christmas Together: Live at Olomouc and Hradec Králové 2019 | — | — | — | — | — | Erstveröffentlichung: 6. Dezember 2020 Original: Judy Garland                                        |
| 2021 | Closer to the Sky Outlanders                                                                              | — | — | — | — | — | Erstveröffentlichung: 26. November 2021 als Outlanders feat. Trevor Rabin                            |
| 2022 | The Cruellest Goodbye Outlanders                                                                          | — | — | — | — | — | Erstveröffentlichung: 27. Januar 2022 als Outlanders feat. Al Di Meola                               |
| 2022 | Dead Promises In the Raw                                                                                  | — | — | — | — | — | Erstveröffentlichung: 23. Februar 2022                                                               |
| 2022 | Tears in Rain In the Raw                                                                                  | — | — | — | — | — | Erstveröffentlichung: 24. Februar 2022                                                               |
| 2022 | World in My Eyes Outlanders                                                                               | — | — | — | — | — | Erstveröffentlichung: 25. März 2022 als Outlanders feat. Vernon Reid Original: Depeche Mode          |
| 2022 | The Sleeping Indian Outlanders                                                                            | — | — | — | — | — | Erstveröffentlichung: 20. Mai 2022 als Outlanders feat. Joe Satriani                                 |
| 2022 | Land of Sea and Sun Outlanders                                                                            | — | — | — | — | — | Erstveröffentlichung: 29. Juli 2022 als Outlanders feat. Marty Friedman                              |
| 2022 | Eye of the Storm Best of – Living the Dream                                                               | — | — | — | — | — | Erstveröffentlichung: 21. Oktober 2022                                                               |
| 2023 | We Own This Sky Outlanders                                                                                | — | — | — | — | — | Erstveröffentlichung: 13. Januar 2023 als Outlanders feat. Ron Bumblefoot Thal Original: Hans Zimmer |
| 2023 | Echoes Outlanders                                                                                         | — | — | — | — | — | Erstveröffentlichung: 3. März 2023 als Outlanders feat. Jennifer Batten                              |
| 2023 | A Peaceful Place (Return to the Oasis) Outlanders                                                         | — | — | — | — | — | Erstveröffentlichung: 28. April 2023 als Outlanders feat. Walter Giardino                            |
| 2023 | Numb (Live) Rocking Heels: Live at Metal Church                                                           | — | — | — | — | — | Erstveröffentlichung: 14. Juni 2023                                                                  |
| 2023 | Alias (Live) Rocking Heels: Live at Metal Church                                                          | — | — | — | — | — | Erstveröffentlichung: 30. Juni 2023                                                                  |
| 2023 | Mystique Voyage Outlanders                                                                                | — | — | — | — | — | Erstveröffentlichung: 7. Juli 2023 als Outlanders feat. Steve Rothery                                |
| 2023 | 1971 Outlanders                                                                                           | — | — | — | — | — | Erstveröffentlichung: 21. Juli 2023 als Outlanders feat. Walter Giardino                             |
| 2023 | The Unforgiven (Live) Rocking Heels: Live at Metal Church                                                 | — | — | — | — | — | Erstveröffentlichung: 28. Juli 2023 Original: Metallica                                              |
| 2023 | Never Too Far Outlanders                                                                                  | — | — | — | — | — | Erstveröffentlichung: 18. August 2023 als Outlanders feat. Mike Oldfield                             |
| 2023 | Outlanders                                                                                                | — | — | — | — | — | Erstveröffentlichung: 15. September 2023 als Outlanders feat. Walter Giardino                        |
| 2023 | Frosty the Snowman Dark Christmas                                                                         | — | — | — | — | — | Erstveröffentlichung: 31. Oktober 2023 Original: Gene Autry & The Cass County Boys                   |
| 2023 | Jingle Bells Dark Christmas                                                                               | — | — | — | — | — | Erstveröffentlichung: 3. November 2023 Original: Traditional                                         |
| 2023 | All I Want for Christmas Is You Dark Christmas                                                            | — | — | — | — | — | Erstveröffentlichung: 8. Dezember 2023 Original: Mariah Carey                                        |
| 2024 | Dark Star What Lies Beneath                                                                               | — | — | — | — | — | Erstveröffentlichung: 23. Februar 2024                                                               |
| 2024 | Supremacy (Live) Rocking Heels: Live at Hellfest                                                          | — | — | — | — | — | Erstveröffentlichung: 27. September 2024                                                             |
| 2024 | Ciaran’s Well (Live) Rocking Heels: Live at Hellfest                                                      | — | — | — | — | — | Erstveröffentlichung: 25. Oktober 2024                                                               |
| 2025 | Shadow Play (Live) Circus Life                                                                            | — | — | — | — | — | Erstveröffentlichung: 28. Februar 2025                                                               |
| 2025 | Diva (Live) Circus Life                                                                                   | — | — | — | — | — | Erstveröffentlichung: 4. April 2025                                                                  |

### Als Gastmusikerin
| Jahr | Titel Album                                         | Höchstplatzierung, Gesamtwochen, AuszeichnungChartplatzierungen (Jahr, Titel, Album, Platzierungen, Wochen, Auszeichnungen, Anmerkungen) | Höchstplatzierung, Gesamtwochen, AuszeichnungChartplatzierungen (Jahr, Titel, Album, Platzierungen, Wochen, Auszeichnungen, Anmerkungen) | Höchstplatzierung, Gesamtwochen, AuszeichnungChartplatzierungen (Jahr, Titel, Album, Platzierungen, Wochen, Auszeichnungen, Anmerkungen) | Höchstplatzierung, Gesamtwochen, AuszeichnungChartplatzierungen (Jahr, Titel, Album, Platzierungen, Wochen, Auszeichnungen, Anmerkungen) | Höchstplatzierung, Gesamtwochen, AuszeichnungChartplatzierungen (Jahr, Titel, Album, Platzierungen, Wochen, Auszeichnungen, Anmerkungen) | Anmerkungen                                                                    |
| Jahr | Titel Album                                         | DE | AT | CH | UK | FI | Anmerkungen                                                                    |
| ---- | --------------------------------------------------- | --- | --- | --- | --- | --- | ------------------------------------------------------------------------------ |
| 2005 | Leaving You for Me So What … !? eMKay II            | DE19 (8 Wo.)DE | AT46 (4 Wo.)AT | CH44 (5 Wo.)CH | — | — | Erstveröffentlichung: 30. Januar 2005 Martin Kesici feat. Tarja Turunen        |
| 2007 | Tired of Being Alone Tag und Nacht (Deluxe Edition) | — | — | — | — | — | Erstveröffentlichung: 11. Dezember 2007 Schiller feat. Tarja Turunen           |
| 2010 | The Good Die Young Sting in the Tail                | — | — | — | — | — | Erstveröffentlichung: 26. Februar 2010 Scorpions feat. Tarja Turunen           |
| 2013 | Paradise (What About Us?) Hydra                     | DE81 (1 Wo.)DE | — | CH64 (1 Wo.)CH | — | — | Erstveröffentlichung: 27. September 2013 Within Temptation feat. Tarja Turunen |
| 2021 | I Will Be Gone Metal Commando                       | DE91 (1 Wo.)DE | — | — | — | — | Erstveröffentlichung: 9. April 2021 Primal Fear feat. Tarja Turunen            |
| 2024 | Left on Mars Roses from the Deep                    | — | — | — | — | — | Erstveröffentlichung: 13. März 2024 Marko Hietala feat. Tarja Turunen          |

## Videoalben und Musikvideos

### Videoalben
| Jahr | Titel Musiklabel                    | Höchstplatzierung, Gesamtwochen, AuszeichnungChartplatzierungen (Jahr, Titel, Musiklabel, Platzierungen, Wochen, Auszeichnungen, Anmerkungen) | Höchstplatzierung, Gesamtwochen, AuszeichnungChartplatzierungen (Jahr, Titel, Musiklabel, Platzierungen, Wochen, Auszeichnungen, Anmerkungen) | Höchstplatzierung, Gesamtwochen, AuszeichnungChartplatzierungen (Jahr, Titel, Musiklabel, Platzierungen, Wochen, Auszeichnungen, Anmerkungen) | Höchstplatzierung, Gesamtwochen, AuszeichnungChartplatzierungen (Jahr, Titel, Musiklabel, Platzierungen, Wochen, Auszeichnungen, Anmerkungen) | Höchstplatzierung, Gesamtwochen, AuszeichnungChartplatzierungen (Jahr, Titel, Musiklabel, Platzierungen, Wochen, Auszeichnungen, Anmerkungen) | Anmerkungen                                                            |
| Jahr | Titel Musiklabel                    | DE | AT | CH | UK | FI | Anmerkungen                                                            |
| ---- | ----------------------------------- | --- | --- | --- | --- | --- | ---------------------------------------------------------------------- |
| 2012 | Act I Edel Music (Edel)             | DE*DE | AT3 (3 Wo.)AT | CH2 (4 Wo.)CH | — | — | Erstveröffentlichung: 24. August 2012 * siehe Livealbum                |
| 2014 | Beauty & the Beat Edel Music (Edel) | DE*DE | AT4 (1 Wo.)AT | CH5 (1 Wo.)CH | — | — | Erstveröffentlichung: 30. Mai 2014 mit Mike Terrana; * siehe Livealbum |
| 2015 | Luna Park Ride Edel Music (Edel)    | DE*DE | AT4 (2 Wo.)AT | CH3 (2 Wo.)CH | — | — | Erstveröffentlichung: 29. Mai 2015 * siehe Livealbum                   |
| 2018 | Act II Edel Music (Edel)            | DE*DE | AT2 (1 Wo.)AT | CH1 (1 Wo.)CH | UK4 (4 Wo.)UK | — | Erstveröffentlichung: 26. Juli 2018 * siehe Livealbum                  |

### Musikvideos
| Jahr | Titel                                  | Regie                    |
| ---- | -------------------------------------- | ------------------------ |
| 2005 | Leaving You for Me                     | Norbert Heitker          |
| 2007 | I Walk Alone                           | Joern Heitmann           |
| 2008 | Die Alive                              | Uwe Flade                |
| 2010 | Falling Awake                          |                          |
| 2010 | I Feel Immortal                        |                          |
| 2010 | Until My Last Breath                   |                          |
| 2010 | Until My Last Breath II                |                          |
| 2012 | Into the Sun                           | Martin Müller            |
| 2013 | Never Enough                           | Florian Kaltenbach       |
| 2013 | Victim of Ritual                       | Florian Kaltenbach       |
| 2013 | Paradise (What About Us?)              | Tim Smit, Maarten Welzen |
| 2013 | 500 Letters                            |                          |
| 2013 | Stand Away (Live)                      |                          |
| 2015 | Ave Maria                              |                          |
| 2016 | No Bitter End                          |                          |
| 2016 | Innocence                              |                          |
| 2016 | Zu zweit allein                        | Markus Gerwinat          |
| 2017 | O Come, O Come, Emmanuel               |                          |
| 2017 | O Tannenbaum                           |                          |
| 2017 | Feliz Navidad                          |                          |
| 2019 | Railroads                              |                          |
| 2019 | Tears in Rain                          |                          |
| 2021 | Closer to the Sky                      |                          |
| 2021 | I Will Be Gone                         |                          |
| 2022 | The Cruellest Goodbye                  |                          |
| 2022 | Tears in Rain                          |                          |
| 2022 | World in My Eyes                       |                          |
| 2022 | The Sleeping Indian                    |                          |
| 2022 | Land of Sea and Sun                    |                          |
| 2022 | We Own This Sky                        |                          |
| 2023 | Echoes                                 |                          |
| 2023 | A Peaceful Place (Return to the Oasis) |                          |
| 2023 | Mystique Voyage                        |                          |
| 2023 | 1971                                   |                          |
| 2023 | Never Too Far                          |                          |
| 2023 | Outlanders                             |                          |
| 2023 | Frosty the Snowman                     |                          |
| 2023 | Jingle Bells                           |                          |
| 2023 | All I Want for Christmas Is You        |                          |
| 2024 | Left on Mars                           | Ville Lipiäinen          |

## Promoveröffentlichungen
| Jahr | Titel Album                           | Anmerkungen                                                     |
| ---- | ------------------------------------- | --------------------------------------------------------------- |
| 2006 | Happy New Year Henkäys ikuisuudesta   | Erstveröffentlichung: 2006 Original: ABBA                       |
| 2017 | O Tannenbaum From Spirits and Ghosts  | Erstveröffentlichung: 27. Oktober 2017 Original: Traditional    |
| 2017 | Feliz Navidad From Spirits and Ghosts | Erstveröffentlichung: 8. Dezember 2017 Original: José Feliciano |

## Sonderveröffentlichungen

### Alben
| Jahr | Titel Musiklabel                                           | Anmerkungen                                                                   |
| ---- | ---------------------------------------------------------- | ----------------------------------------------------------------------------- |
| 2009 | Maailman kauneimmat joululaulut NEMS Enterprises (UMG)     | Erstveröffentlichung: 18. November 2009 Vertrieb nur über den eigenen Webshop |
| 2016 | Innocence Edel Music (Metal Hammer)                        | Erstveröffentlichung: 22. August 2016 Beilage im Metal Hammer 09/2016         |
| 2017 | From Spirits and Ghosts – Dark Versions Edel Music (Qobuz) | Erstveröffentlichung: 20. Dezember 2017 Vertrieb nur über Qobuz               |

| Jahr | Titel Musiklabel                                                 | Anmerkungen                                                              |
| ---- | ---------------------------------------------------------------- | ------------------------------------------------------------------------ |
| 2015 | Act I / Colours in the Dark / Left in the Dark Edel Music (Edel) | Erstveröffentlichung: 26. Juni 2015 Teil der „Collector’s-Package“-Reihe |

### Lieder
| Jahr | Titel Album                                                | Anmerkungen                                                                                              |
| ---- | ---------------------------------------------------------- | --- |
| 2001 | Tuulikello Perinteinen Pop-Levy                            | Erstveröffentlichung: 2001 Anssi Tikanmäen Yhtye feat. Tarja Turunen                                     |
| 2002 | Promises Under the Rain Beto Vazquez Infinity              | Erstveröffentlichung: 2002 Beto Vazquez Infinity feat. Sabine Edelsbacher, Candice Night & Tarja Turunen |
| 2002 | Sadness in the Night Beto Vazquez Infinity                 | Erstveröffentlichung: 2002 Beto Vazquez Infinity feat. Tarja Turunen                                     |
| 2002 | The Laws of the Future Beto Vazquez Infinity               | Erstveröffentlichung: 2002 Beto Vazquez Infinity feat. Sabine Edelsbacher & Tarja Turunen                |
| 2002 | Until Dawn (Angels of Light) Beto Vazquez Infinity         | Erstveröffentlichung: 2002 Beto Vazquez Infinity feat. Tarja Turunen                                     |
| 2002 | Wizard Beto Vazquez Infinity                               | Erstveröffentlichung: 2002 Beto Vazquez Infinity feat. Sabine Edelsbacher & Tarja Turunen                |
| 2005 | Leaving You for Me So What … !? eMKay II                   | Erstveröffentlichung: 21. Februar 2005 Martin Kesici feat. Tarja Turunen                                 |
| 2005 | Tired of Being Alone Tag und Nacht (Deluxe Edition)        | Erstveröffentlichung: 28. Oktober 2005 Schiller feat. Tarja Turunen                                      |
| 2007 | In the Picture Into the Light                              | Erstveröffentlichung: 19. Juni 2007 Nuclear Blast Allstars feat. Tarja Turunen                           |
| 2009 | Walking with the Angels Fear No Evil                       | Erstveröffentlichung: 23. Januar 2009 Doro Pesch feat. Tarja Turunen                                     |
| 2010 | The Good Die Young Sting in the Tail                       | Erstveröffentlichung: 19. März 2010 Scorpions feat. Tarja Turunen                                        |
| 2013 | Never Too Far Tubular Beats                                | Erstveröffentlichung: 1. Februar 2013 Mike Oldfield feat. Tarja Turunen                                  |
| 2013 | Stand Away (Live) Angels Cry: 20th Anniversary Tour        | Erstveröffentlichung: 27. November 2013 Angra feat. Tarja Turunen                                        |
| 2013 | Wuthering Heights (Live) Angels Cry: 20th Anniversary Tour | Erstveröffentlichung: 27. November 2013 Angra feat. Uli Jon Roth & Tarja Turunen                         |
| 2014 | Paradise (What About Us?) Hydra                            | Erstveröffentlichung: 31. Januar 2014 Within Temptation feat. Tarja Turunen                              |
| 2016 | Zu zweit allein LeuchtFeuer                                | Erstveröffentlichung: 16. September 2016 Schandmaul feat. Tarja Turunen                                  |
| 2018 | Hermandades de fierro (Live) Live in Villa la Verga        | Erstveröffentlichung: 1. November 2018 Asspera feat. Susanna Asspera & Adrián Barilari                   |
| 2020 | I Will Be Gone Metal Commando                              | Erstveröffentlichung: 24. Juli 2020 Primal Fear feat. Tarja Turunen                                      |
| 2022 | Dark Chest of Wonders Twice                                | Erstveröffentlichung: 9. Dezember 2022 Crewish feat. Tarja Turunen & Tapio Wilska                        |
| 2025 | Left on Mars Roses from the Deep                           | Erstveröffentlichung: 7. Februar 2025 Marko Hietala feat. Tarja Turunen                                  |

### Videoalben
| Jahr | Titel Musiklabel                                     | Anmerkungen |
| ---- | ---------------------------------------------------- | --- |
| 2007 | I Walk Alone Vertigo Records (UMG)                   | Erstveröffentlichung: 16. November 2007 Teil von My Winter Storm (Deluxe Edition)                               |
| 2011 | In Concert – Live at Sibelius Hall Edel Music (Edel) | Erstveröffentlichung: 25. November 2011 Bonus-DVD; Teil von In Concert – Live at Sibelius Hall (Deluxe Edition) |

## Statistik

### Chartauswertung
|                     | DE     | AT    | CH    | UK    | FI     |
| ------------------- | ------ | ----- | ----- | ----- | ------ |
| Nummer-eins-Alben   | DE—DE  | AT—AT | CH—CH | UK—UK | FI1FI  |
| Top-10-Alben        | DE5DE  | AT—AT | CH—CH | UK—UK | FI4FI  |
| Alben in den Charts | DE14DE | AT9AT | CH9CH | UK—UK | FI11FI |

|                       | DE    | AT    | CH    | UK    | FI    |
| --------------------- | ----- | ----- | ----- | ----- | ----- |
| Nummer-eins-Singles   | DE—DE | AT—AT | CH—CH | UK—UK | FI1FI |
| Top-10-Singles        | DE—DE | AT—AT | CH—CH | UK—UK | FI3FI |
| Singles in den Charts | DE6DE | AT2AT | CH3CH | UK—UK | FI3FI |

|                          | DE    | AT    | CH    | UK    | FI    |
| ------------------------ | ----- | ----- | ----- | ----- | ----- |
| Nummer-eins-Videoalben   | DE—DE | AT—AT | CH1CH | UK—UK | FI—FI |
| Top-10-Videoalben        | DE—DE | AT4AT | CH4CH | UK1UK | FI—FI |
| Videoalben in den Charts | DE—DE | AT4AT | CH4CH | UK1UK | FI—FI |

### Auszeichnungen für Musikverkäufe
Goldene Schallplatte
- Russland
  - 2007: für das Album My Winter Storm

Anmerkung: Auszeichnungen in Ländern aus den Charttabellen bzw. Chartboxen sind in ebendiesen zu finden.
| Land/RegionAuszeichnungen für Musikverkäufe (Land/Region, Auszeichnungen, Verkäufe, Quellen) | Gold     | Platin  | Verkäufe | Quellen           |
| -------------------------------------------------------------------------------------------- | -------- | ------- | -------- | ----------------- |
| Deutschland (BVMI)                                                                           | Gold1    | —       | 100.000  | musikindustrie.de |
| Finnland (IFPI)                                                                              | 2× Gold2 | Platin1 | 86.578   | ifpi.fi           |
| Russland (NFPF)                                                                              | Gold1    | —       | 10.000   | 2m-online.ru      |
| Insgesamt                                                                                    | 4× Gold4 | Platin1 |          |                   |